# Вила Маца (Пезаро и Урбино)
Вила Маца (итал. Villa Mazza) је насеље у Италији у округу Пезаро и Урбино, региону Марке.
Према процени из 2011. у насељу је живело 32 становника. Насеље се налази на надморској висини од 44 м.